# Adam Gottlob Moltke
Adam Gottlob Moltke (ur. 10 listopada 1710 w Walkendorfie, zm. 25 września 1792) – polityk duński, dworzanin, dyplomata i faworyt króla Danii Fryderyka V pochodzenia niemieckiego.
Chwalił się, że może tworzyć ministrów i ich obalać, jak chce i kiedy chce. Do jego protegowanych należał najzdolniejszy duński minister stulecia Johann Hartwig Ernst von Bernstorff, choć początkowo Moltke zaciekle go zwalczał, ponieważ drażniła go duma i wyniosłość Bernstorffa. Inny minister, Johan Sigismund Schulin, od początku cieszył się szacunkiem i wsparciem Moltkego.
Gdy 14 stycznia 1766 roku Fryderyk V zmarł, władza Moltkego skończyła się. Nowy król Chrystian VII Oldenburg zwał go „bocianem u dołu i lisem u góry”. Kiedy na jaw wyszły też defraudacje dokonane przez Moltkego, w lipcu roku 1766 musiał zrezygnować z wszystkich urzędów. Dzięki naciskom rosyjskim (Moltke zawsze był bardzo prorosyjski) odzyskał wprawdzie w 1768 roku wpływy, lecz ponownie utracił je w 1770 roku, gdy odmówił współpracy z Johannem Friedrichem Struenseem, który pozbawił go też renty.
Był odznaczony duńskimi orderami Danebroga (1745), Słonia (1752) i Wierności (1760).